# Rothamsted Experimental Station

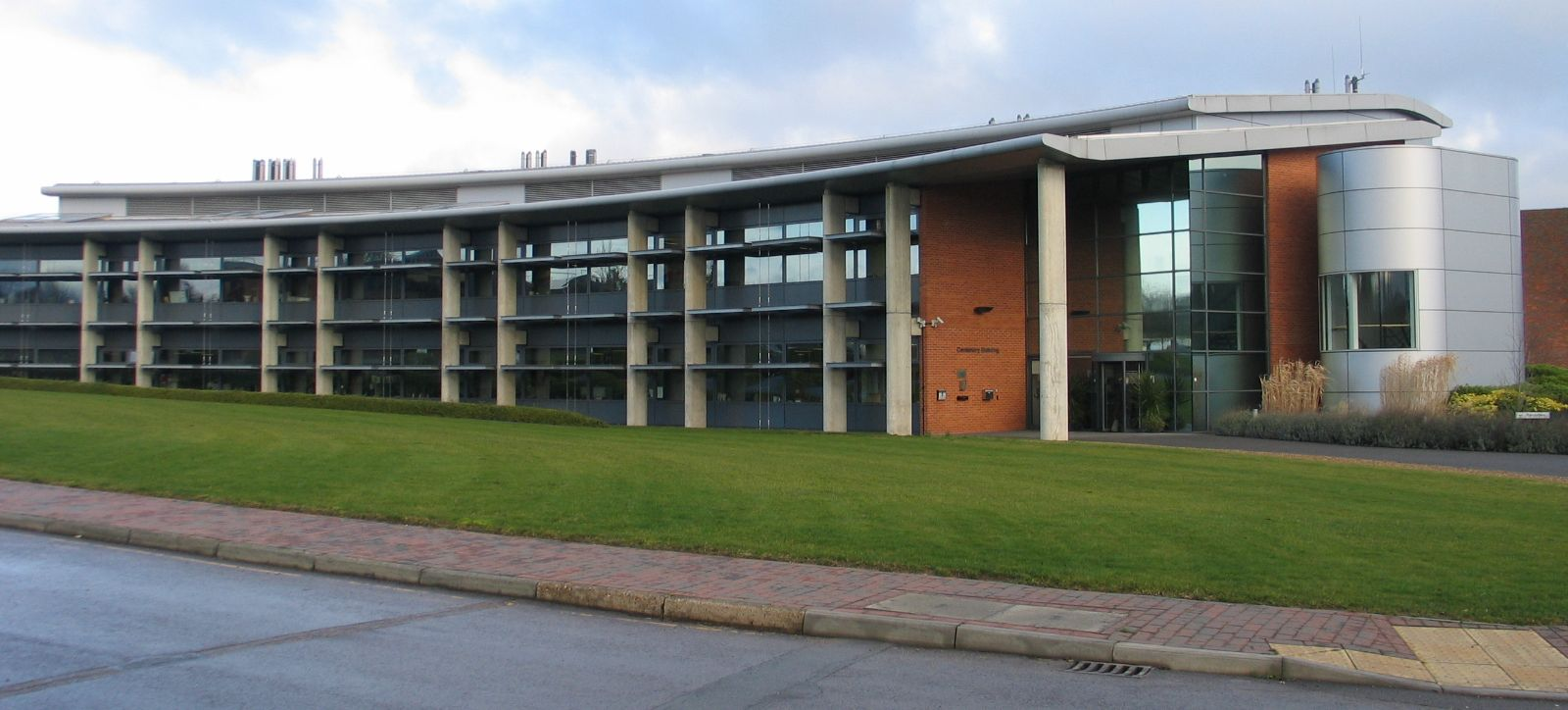
L'edificio del centenario, terminato nel 2003

La  Rothamsted Experimental Station è una stazione sperimentale di ricerche in agricoltura, fondata nel 1843, ma che vanta una tradizione risalente al 1620. Ha sede a Harpenden in Hertfordshire, England, ed è sotto il patronato della Regina d'Inghilterra.
Nei suoi oltre 160 anni di storia ha assunto un ruolo di primo piano nelle ricerche. Il centro è stato frequentato anche da alcuni tra i massimi studiosi di statistica come William Gemmell Cochran, Ronald Fisher, Robert Wedderburn, John Nelder e Leonard Henry Caleb Tippett.

## Direttori

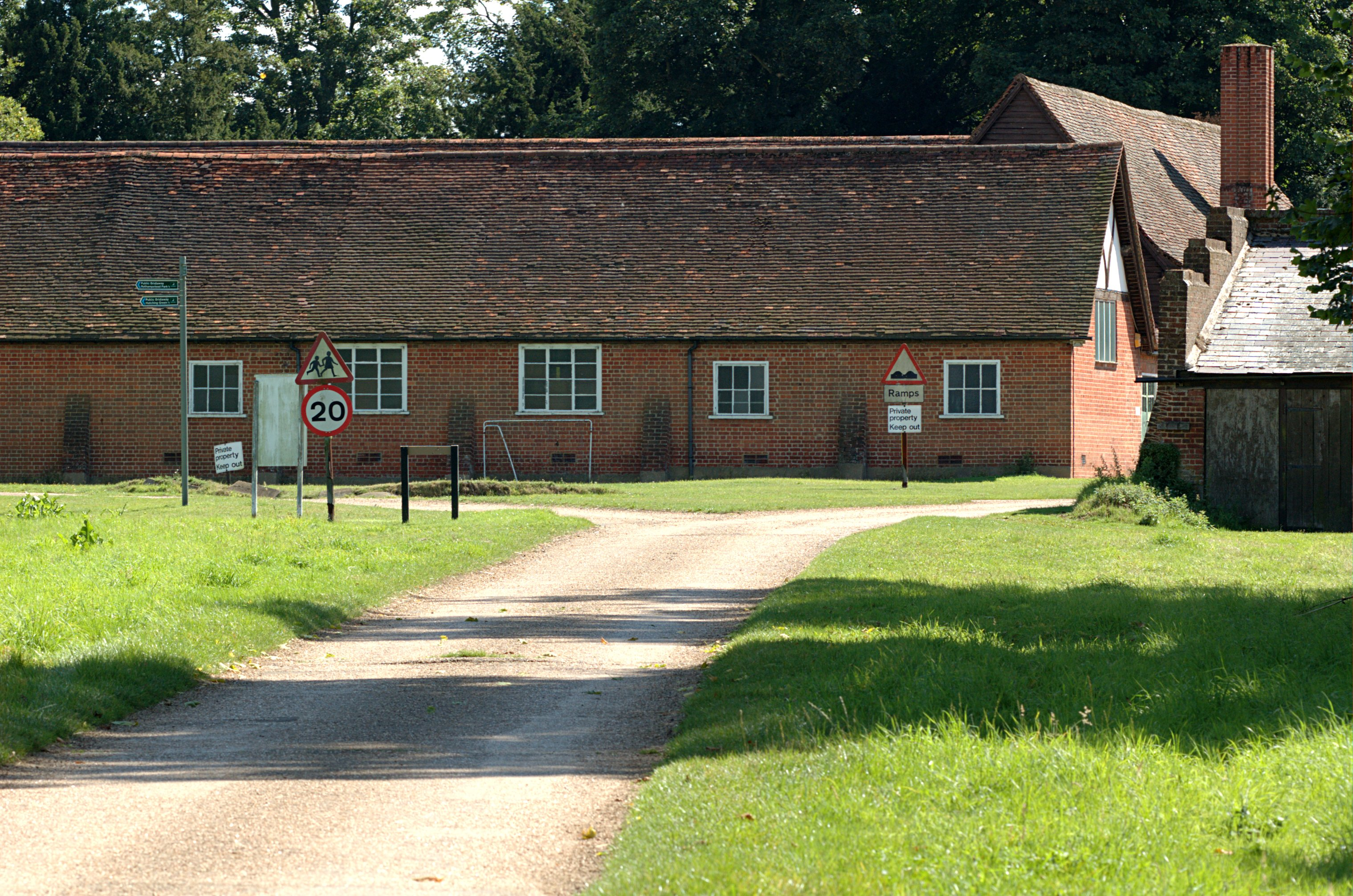
Gli edifici manor house

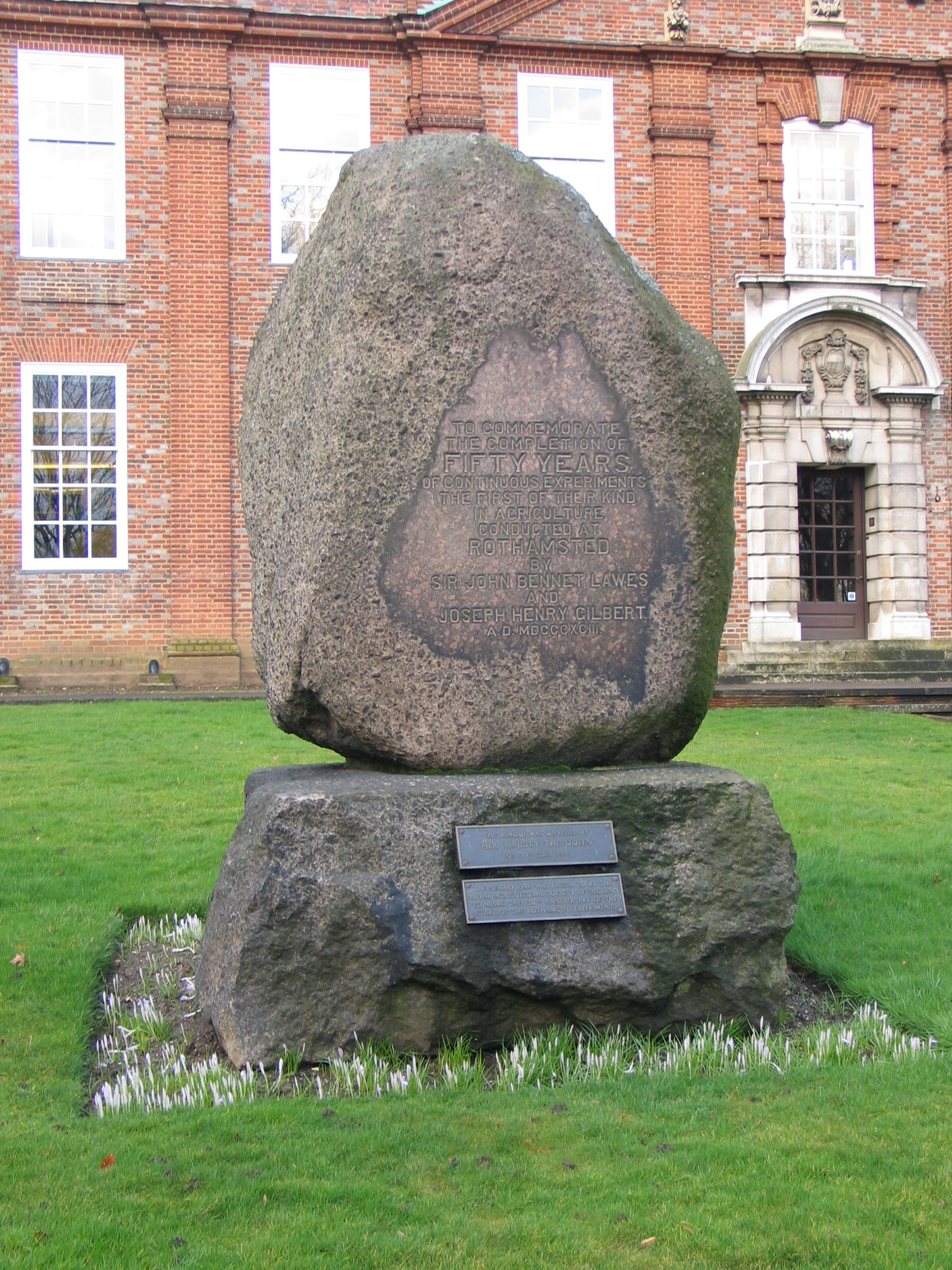
La targa commemorativa del cinquantenario

- A. D. (Sir Alfred) Daniel Hall
- E. J. (Sir John) Russell
- Sir William Gammie
- Ben Meiflice